# 더 드림

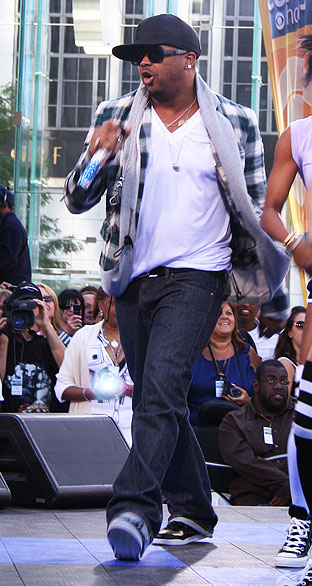

더-드림(The-Dream, 본명: Terius Nash, 1977년 1월 25일~)은 미국의 싱어송라이터, 작사가, 프로듀서, 알엔비 싱어이다.
현재 데프잼 레코드 소속이다.

## 생애
그의 프로듀서일은 2001년부터 시작했다. 'B2K'의 'Everything'을 작곡했고, 이때부터 'The-Dream'이라는 예명을 썼다. 또한 알엔비 싱어 니비아의 앨범을 프로듀싱했다.
2007년에는 리한나, 제이 지의 히트싱글인 'Umbrella'를 작곡한다. 이 곡 덕분에 그는 데프잼 레코드로 영입된다. 그리고 앨범 'Love Hate'를 발매한다. 이 앨범에는 패볼러스, 알 켈리 등이 참여했고, 빌보드 차트 5위를 기록한다.
그는 발표후 어셔의 'Moving Mountain', 영 조크의 'Coffee Shop'을 작곡, 머라이어 캐리의 'Touch My Body', 메리 제이 블라이즈의 'Just Fine'등을 작사한다.
2007년 11월 그래미 어워드에서 최고의 음악상으로 'Umbrella'가 수상한다. 2008년 그래미 어워드에서 '올해의 신인 아티스트'로 그가 우승한다. 그는 칼디널 어피셔의 'Gimmie Some'을 작곡, 같은해 'Radio Killa Record'를 설립한다.
이어서 비욘세, 제이미 폭스 등의 히트싱글들을 제작, 2009년 5월에는 'Love vs. Money'를 발매한다.
게스트로는 카니예 웨스트, 머라이어 캐리, 릴 존, 주엘즈 산타나, 루다크리스, 패볼러스, 릭 로스가 참여하고 빌보드차트에서 1위를 기록했다.
한때 크리스 브라운과 대립관계였다.

## 앨범
- Love Hate (2007)
- Love vs. Money (2009)
- Love King (2010)

## 수상 경력
- 2007 Mobo Awards
  - Best Songwriter - "Bed" [노미네이트]
- 2008 Grammy Awards
  - Song of the Year - "Umbrella" (작곡가) [노미네이트]
- BET Awards
  - 2008, Best New Artist [우승]
  - 2009, Best R&B Male Artist [노미네이트]
- 3rd Annual Ozone Magazine Awards
  - 2008, Best R&B Artist [Nominated]
- 2008 American Music Awards
  - T-Mobile Breakthrough Artist [노미네이트]
- 2010 Grammy Awards
  - Sonf of the Year - "Single lady" (작곡가) [우승]